# ATP Tour World Championships 1997
La edición 28 de la Tennis Masters Cup se realizó del 11 al 16 de noviembre de 1997 en Hanóver, Alemania.

## Individuales

### Clasificados
- Pete Sampras
- Michael Chang
- Patrick Rafter
- Jonas Björkman
- Greg Rusedski (se retira)
- Carlos Moyá
- Yevgeny Kafelnikov
- Sergi Bruguera (se retira)
- Suplentes: Thomas Muster y Tim Henman

### Grupo rojo
| Resultados Round Robin-Win | Result-Res | -Winner-Winner-Winner-Win | -Score-Score-Score-Score |
| -------------------------- | ---------- | ------------------------- | ------------------------ |
| Pete Sampras (USA)         | derrota a  | Patrick Rafter (AUS)      | 6–4, 6–1                 |
| Pete Sampras (USA)         | derrota a  | Greg Rusedski (GBR)       | 6–4, 7–5                 |
| Patrick Rafter (AUS)       | derrota a  | Carlos Moyá (ESP)         | 6–4, 6–2                 |
| Patrick Rafter (AUS)       | derrota a  | Greg Rusedski (GBR)       | 4–6, 6–3, 6–4            |
| Carlos Moyá (ESP)          | derrota a  | Thomas Muster (AUT)       | 6–2, 6–3                 |
| Carlos Moyá (ESP)          | derrota a  | Pete Sampras (USA)        | 6–3, 6–7(4), 6–2         |

### Grupo blanco
| Resultados Round Robin-Win | Result-Res | -Winner-Winner-Winner-Win | -Score-Score-Score-Score |
| -------------------------- | ---------- | ------------------------- | ------------------------ |
| Jonas Björkman (SWE)       | derrota a  | Michael Chang (USA)       | 6–4, 7–5                 |
| Jonas Björkman (SWE)       | derrota a  | Sergi Bruguera (ESP)      | 6–3, 6–1                 |
| Yevgeny Kafelnikov (RUS)   | derrota a  | Michael Chang (USA)       | 6–3, 6–0                 |
| Yevgeny Kafelnikov (RUS)   | derrota a  | Jonas Björkman (SWE)      | 6–3, 7–6(6)              |
| Michael Chang (USA)        | derrota a  | Sergi Bruguera (ESP)      | 7–6(8), 6–2              |
| Tim Henman (GBR)           | derrota a  | Yevgeny Kafelnikov (RUS)  | 6–4, 6–4                 |

| Resultados Etapa Final-Win | -Winner-Winner-Winner-Win | Result-Res | -Winner-Winner-Winner-Win | -Score-Score-Score-Score |
| -------------------------- | ------------------------- | ---------- | ------------------------- | ------------------------ |
| Semifinal                  | Pete Sampras (USA)        | derrota a  | Jonas Björkman (SWE)      | 6-3 6-4                  |
| Semifinal                  | Yevgeny Kafelnikov (RUS)  | derrota a  | Carlos Moyá (ESP)         | 7-6(2) 7-6(3)            |
| Final                      | Pete Sampras (USA)        | derrota a  | Yevgeny Kafelnikov (RUS)  | 6-3 6-2 6-2              |

| Predecesor: 1996 | ATP World Tour Finals 1997 | Sucesor: 1998 |

- Datos: Q3298042